# Mehrzweckhalle Tschlin
Die Mehrzweckhalle Tschlin ist ein Frühwerk der Architekten Bearth & Deplazes.

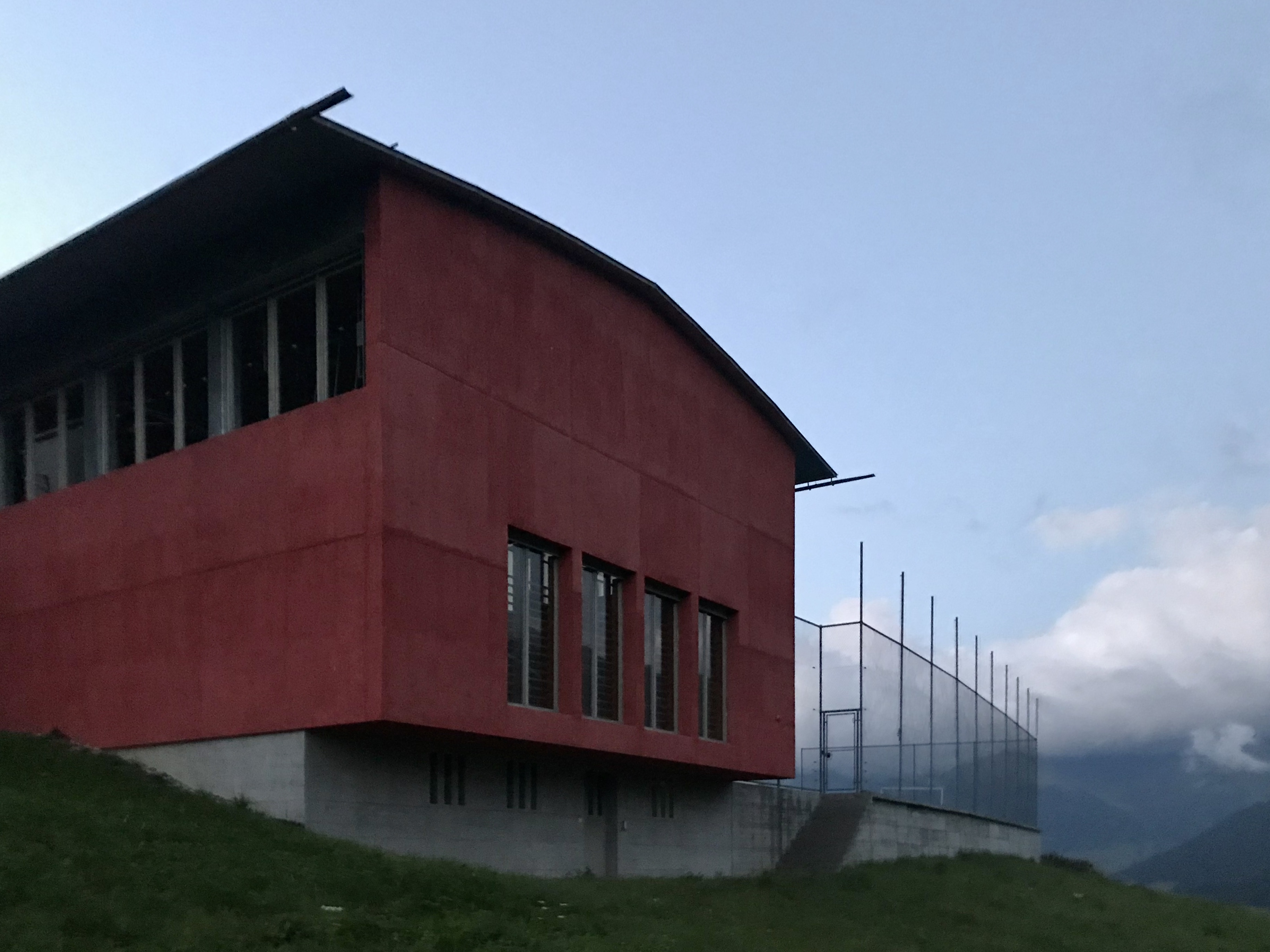
Auskragender Saal

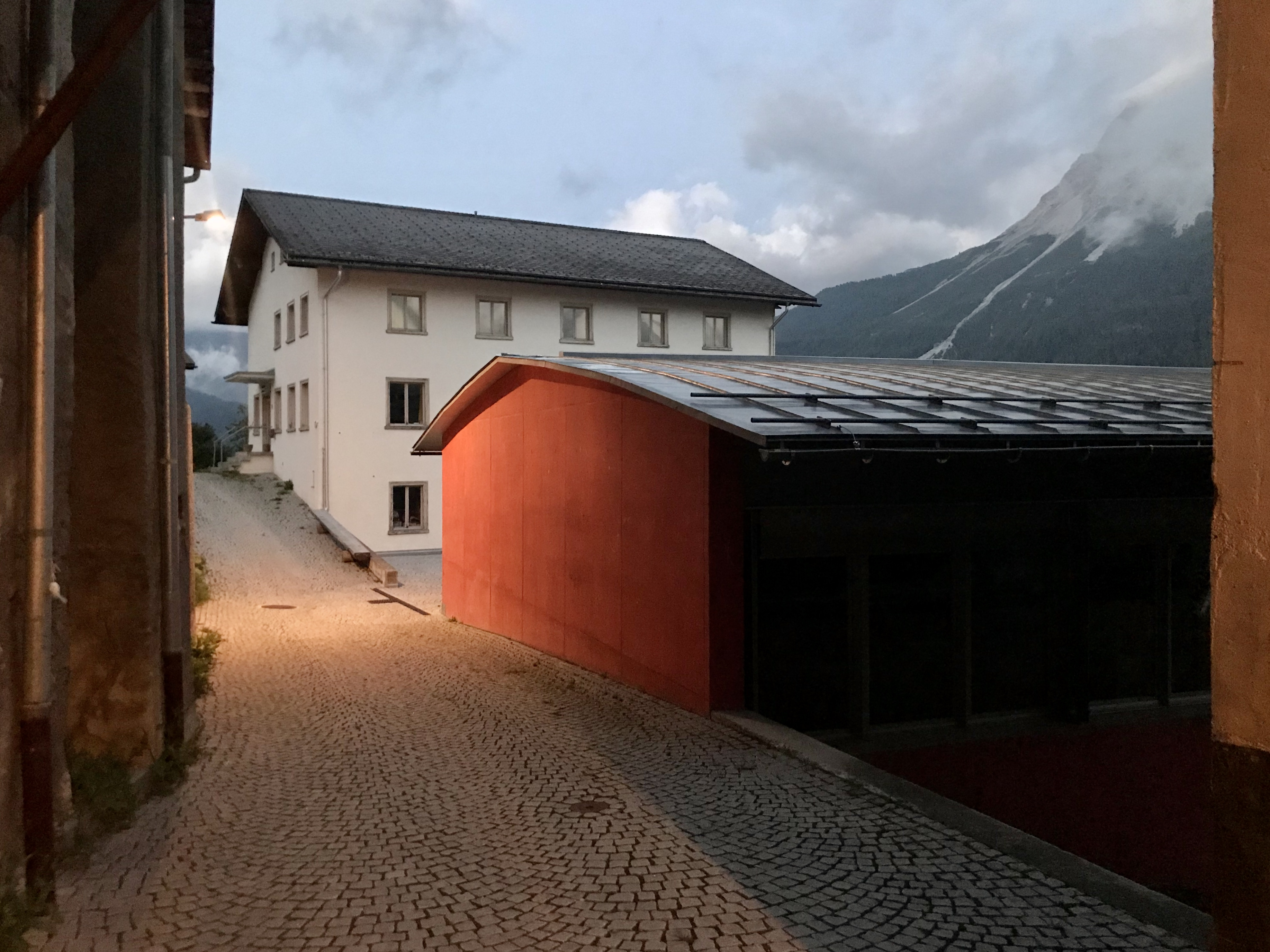
Situation im Dorf

Das Dorf Tschlin liegt zuunterst im Unterengadin. Auffallend ist die rote Mehrzweckhalle auf einer Sonnenterrasse hoch über dem Tal. Gleichzeitig aber hält sie sich an dörflichen Formen und Volumen. Am unteren Dorfrand gelegen kragt die Halle vorne über eine Mauer aus. Sie wirkt massiv, wie ein steinernes Bauwerk. Im Gegensatz zum Äußeren ist sie Innen in Lärchenholz gekleidet. Einzig die große Öffnung in der Stirnwand macht die Kanzellage über dem Inntal auch im Saalinnern erlebbar. Für das Tragwerk zeichnete Albert Mayer aus Sent verantwortlich. Mitarbeiter von Valentin Bearth und Andrea Deplazes war Bruno Sieber. Fotografisch wurde das Bauwerk 1993 von Christian Kerez und 2019 von Ralph Feiner dokumentiert. Der Bau wurde 1994 mit einer Auszeichnung für gute Bauten Graubünden und 1995 mit einer Auszeichnung des Neuen Bauen in den Alpen Preis ausgezeichnet. Im Jahr 2019 erkor der Bündner Heimatschutz im Rahmen der Kampagne «52 beste Bauten – Baukultur Graubünden 1950–2000» die Mehrzweckhalle als eines der besten Bündner Bauwerke.